# Westerlo (Belgia)
Westerlo – miejscowość i gmina (gemeente) w Belgii, w Regionie Flamandzkim, w prowincji Antwerpia, w okręgu Turnhout. 1 stycznia 2024 roku liczyła 25 625 mieszkańców.

## Podział administracyjny
W skład gminy wchodzą trzy dzielnice (deelgemeente):
- Oevel
- Tongerlo
- Zoerle-Parwijs

## Współpraca
Miejscowości partnerskie:
- Oirschot, Niderlandy
- Ottersweier, Niemcy
- Westerlo, Stany Zjednoczone